# Netanyacra dacotae
Netanyacra dacotae är en stekelart som beskrevs av Heinrich 1968. Netanyacra dacotae ingår i släktet Netanyacra och familjen brokparasitsteklar. Inga underarter finns listade i Catalogue of Life.